# Olli Caldwell
Oliver Caldwell (Hampshire, Reino Unido; 11 de junio de 2002) más conocido como Olli Caldwell, es un piloto de automovilismo británico. Fue tercero en el Campeonato de Italia de Fórmula 4 en 2018 y fue miembro de la Academia Alpine.

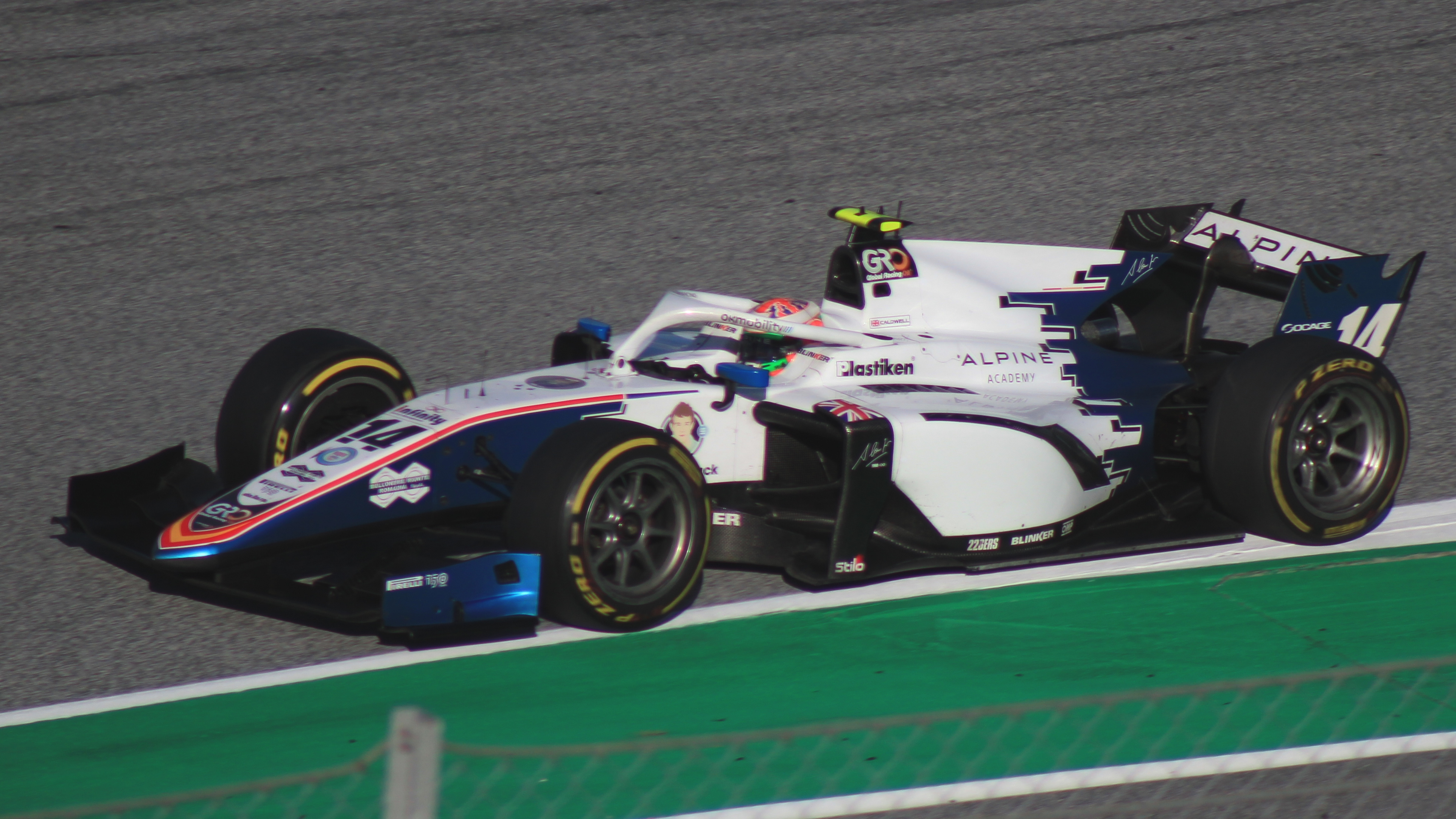
Caldwell en Red Bull Ring, 2022.

## Carrera

### Karting
Caldwell nació en Hampshire y comenzó a practicar karting en 2013 a la edad de once años.

### Ginetta Junior Championship
En 2016, Caldwell compitió en su primera serie competitiva fuera del karting, donde condujo para JHR Developments en el Ginetta Junior Championship. Condujo trece carreras donde terminó un lugar detrás de su actual rival de F3, Enzo Fittipaldi, en el puesto 19.

### Fórmula 4

#### ADAC Fórmula 4
En 2017 hizo su debut en ADAC Fórmula 4 con el equipo ADAC Berlin-Brandenburg e.V.. Caldwell no terminó en ninguna posición de anotación de puntos, sin embargo, no fue elegible para los puntos debido al hecho de que era un piloto invitado. Su mejor resultado ese año fue el 17º en Nürburgring. En 2018 hizo el cambio a tiempo completo a Prema, donde terminó séptimo con 125 puntos, subiendo al podio cuatro veces y una de ellas en Oschersleben subió al escalón más alto.

#### F4 Británica
En 2017, Caldwell terminó 14 ° para Arden con 39 puntos. Su posición final más alta fue la séptima, que registró tres veces.

#### F4 Italiana
Mücke Motorsport fue el equipo en el que Caldwell hizo su debut en la F4 Italiana en 2017. En las quince carreras en las que compitió, registró diez puntos y lo ayudó a ubicarse en el puesto 11 en el campeonato, 273 puntos detrás del campeón Marcus Armstrong. En 2018 Caldwell se cambió al equipo italiano Prema donde registró once podios, cuatro de los cuales fueron victorias. Caldwell fue uno de los dos pilotos en ganar las 3 carreras en un fin de semana. Lo hizo en Vallelunga, Enzo Fittipaldi también lo logró en Misano. Caldwell terminó tercero en esta temporada, el mejor de su carrera.

#### F4 EAU
Para la temporada 2017-18 del Campeonato de EAU de Fórmula 4, Caldwell corrió para Silberpfeil Energy Dubai. Caldwell solo compitió en las dos primeras rondas donde ganó 3 carreras y tuvo 4 podios que le valieron 123 puntos y el séptimo en el campeonato.

### Fórmula Regional Europea
Caldwell compitió por Prema en el Campeonato de Fórmula Regional Europea 2019, donde terminó quinto en el campeonato con una victoria y cinco podios.

### Campeonato de Fórmula 3 de la FIA

#### Gran Premio de Macao
El 4 de noviembre de 2019, Caldwell anunció que competirá para el equipo Trident en el Gran Premio de Macao de 2019. Caldwell se clasificó 17º, 1,6 segundos detrás del pole-sitter Jüri Vips con un tiempo de 2: 06.641. En la carrera de clasificación, Caldwell se vio envuelto en un incidente en la salida donde Sargeant frenó más tarde que otros pilotos y su alerón delantero miró la rueda trasera derecha de Maini. Maini dio una vuelta y se apoyó contra una pared del lado de la vía de una manera que hizo que su vehículo sobresaliera en la salida de la curva de Lisboa, Caldwell terminó parado brevemente, lo que significa que perdió la posición. Al final terminó en el puesto 23, lo que significa que comenzó la carrera cerca de la parte de atrás. Al inicio de la carrera, Caldwell hizo contacto con Andreas Estner y en la cuarta vuelta, Caldwell se retiró de las consecuencias de la colisión anterior que dañó su alerón delantero y un neumático.

#### 2020
En enero, Trident anunció a Caldwell como uno de sus tres pilotos para la Temporada 2020 del Campeonato de Fórmula 3 de la FIA.

## Resumen de carrera
| Temporada | Categoría                                          | Equipo                       | Carreras     | Victorias    | Poles        | VR           | Podios       | Puntos       | Pos.         |
| --------- | -------------------------------------------------- | ---------------------------- | ------------ | ------------ | ------------ | ------------ | ------------ | ------------ | ------------ |
| 2016      | Campeonato Ginetta Junior                          | JHR Developments             | 13           | 0            | 0            | 0            | 0            | 105          | 19.º         |
| 2017      | ADAC Fórmula 4                                     | ADAC Berlin-Brandenburg e.V. | 6            | 0            | 0            | 0            | 0            | 0            | NC†          |
| 2017      | Campeonato de F4 Británica                         | Arden Motorsport             | 17           | 0            | 0            | 0            | 0            | 39           | 14.º         |
| 2017      | Campeonato de Italia de Fórmula 4                  | Mücke Motorsport             | 15           | 0            | 0            | 0            | 0            | 15           | 11.º         |
| 2017-18   | Campeonato de EAU de Fórmula 4                     | Silberpfeil Energy Dubai     | 8            | 3            | 1            | 1            | 4            | 123          | 7.º          |
| 2018      | Campeonato de Italia de Fórmula 4                  | Prema Powerteam              | 21           | 4            | 3            | 2            | 11           | 262          | 3.º          |
| 2018      | ADAC Fórmula 4                                     | Prema Powerteam              | 21           | 1            | 0            | 0            | 4            | 125          | 7.º          |
| 2018      | 12 Horas Gulf - GT4                                | Bullit Racing                | 2            | 2            | 0            | 1            | 2            | N/A          | N/A          |
| 2019      | Campeonato de Fórmula Regional Europea             | Prema Powerteam              | 24           | 1            | 1            | 0            | 7            | 213          | 5.º          |
| 2019      | Gran Premio de Macao                               | Trident                      | 1            | 0            | 0            | 0            | 0            | N/A          | DNF          |
| 2020      | Campeonato de Fórmula 3 de la FIA                  | Trident                      | 18           | 0            | 0            | 0            | 0            | 18           | 16.º         |
| 2020      | Intercontinental GT Challenge                      | R-Motorsport                 | 1            | 0            | 0            | 0            | 0            | 0            | NC           |
| 2021      | Campeonato de Fórmula 3 de la FIA                  | Prema Racing                 | 20           | 1            | 0            | 1            | 4            | 93           | 8.º          |
| 2021      | Campeonato Mundial de Resistencia de la FIA - LMP2 | ARC Bratislava               | 1            | 0            | 0            | 0            | 0            | 1            | 31.º         |
| 2021      | Campeonato de Fórmula 2 de la FIA                  | Campos Racing                | 6            | 0            | 0            | 0            | 0            | 0            | 26.º         |
| 2022      | Campeonato de Fórmula 2 de la FIA                  | Campos Racing                | 26           | 0            | 0            | 0            | 0            | 12           | 21.º         |
| 2023      | Campeonato Mundial de Resistencia de la FIA - LMP2 | Alpine Elf Team              | 7            | 0            | 0            | 0            | 0            | 23           | 18.º         |
| 2023      | European Le Mans Series - LMP2                     | Inter Europol Competition    | 6            | 0            | 0            | 0            | 1            | 33           | 7.º          |
| 2024      | European Le Mans Series - LMP2                     | Algarve Pro Racing           | 6            | 0            | 0            | 1            | 2            | 50           | 5.º          |
| 2024      | 24 Horas de Le Mans - LMP2                         | Algarve Pro Racing           |              |              |              |              |              |              | 8.º          |
| 2024-25   | Asian Le Mans Series - LMP2                        | Algarve Pro Racing           | 6            | 1            | 0            | 0            | 4            | 83           | 4.º          |
| 2025      | European Le Mans Series - LMP2 Pro-Am              | Algarve Pro Racing           | Disputándose | Disputándose | Disputándose | Disputándose | Disputándose | Disputándose | Disputándose |
| Fuente:   |                                                    |                              |              |              |              |              |              |              |              |

## Resultados

### Campeonato de Fórmula 3 de la FIA
(Clave) (negrita indica pole position) (cursiva indica vuelta rápida puntuable)

| Año  | Escudería | 1    | 1    | 2    | 2    | 3   | 3   | 4    | 4    | 5    | 5    | 6   | 6   | 7   | 7   | 8   | 8   | 9   | 9   | Pos. | Puntos | Ref.  |
| ---- | --------- | ---- | ---- | ---- | ---- | --- | --- | ---- | ---- | ---- | ---- | --- | --- | --- | --- | --- | --- | --- | --- | ---- | ------ | ----- |
| 2020 | Trident   | SPI1 | SPI1 | SPI2 | SPI2 | BUD | BUD | SIL1 | SIL1 | SIL2 | SIL2 | BAR | BAR | SPA | SPA | MNZ | MNZ | MUG | MUG | 16.º | 18     | [ 3 ] |
| 2020 | Trident   | 20   | 19   | 5    | 6    | 21  | 18  | Ret  | 26   | 21   | 22   | 20  | Ret | 7   | 11  | Ret | 9   | 17  | 16  | 16.º | 18     | [ 3 ] |

| Año  | Escudería    | 1   | 1   | 1   | 2   | 2   | 2   | 3   | 3   | 3   | 4   | 4   | 4   | 5   | 5   | 5   | 6   | 6   | 6   | 7   | 7   | 7   | Pos. | Puntos | Ref.  |
| ---- | ------------ | --- | --- | --- | --- | --- | --- | --- | --- | --- | --- | --- | --- | --- | --- | --- | --- | --- | --- | --- | --- | --- | ---- | ------ | ----- |
| 2021 | Prema Racing | BAR | BAR | BAR | LEC | LEC | LEC | SPI | SPI | SPI | BUD | BUD | BUD | SPA | SPA | SPA | ZAN | ZAN | ZAN | SOC | SOC | SOC | 8.º  | 93     | [ 4 ] |
| 2021 | Prema Racing | 6   | 1   | 4   | 10  | 4   | Ret | 2   | 9   | 3   | 2   | 29  | 8   | 16  | 15  | 11  | 10  | 6   | 14  | 17  | C   | 10  | 8.º  | 93     | [ 4 ] |

### Campeonato de Fórmula 2 de la FIA
(Clave) (negrita indica pole position) (cursiva indica vuelta rápida puntuable)

| Año  | Escudería     | 1   | 1   | 1   | 2   | 2   | 2   | 3   | 3   | 3   | 4   | 4   | 4   | 5   | 5   | 5   | 6   | 6   | 6   | 7   | 7   | 7   | 8   | 8   | 8   | Pos. | Puntos | Ref.  |
| ---- | ------------- | --- | --- | --- | --- | --- | --- | --- | --- | --- | --- | --- | --- | --- | --- | --- | --- | --- | --- | --- | --- | --- | --- | --- | --- | ---- | ------ | ----- |
| 2021 | Campos Racing | SAK | SAK | SAK | MON | MON | MON | BAK | BAK | BAK | SIL | SIL | SIL | MNZ | MNZ | MNZ | SOC | SOC | SOC | YED | YED | YED | YMC | YMC | YMC | 26.º | 0      | [ 5 ] |
| 2021 | Campos Racing |     |     |     |     |     |     |     |     |     |     |     |     |     |     |     |     |     |     | 18  | 12  | 16  | 20  | 15  | 18  | 26.º | 0      | [ 5 ] |

| Año  | Escudería     | 1   | 1   | 2   | 2   | 3   | 3   | 4   | 4   | 5   | 5   | 6   | 6   | 7   | 7   | 8   | 8   | 9   | 9   | 10  | 10  | 11  | 11  | 12  | 12  | 13  | 13  | 14  | 14  | Pos. | Puntos | Ref.  |
| ---- | ------------- | --- | --- | --- | --- | --- | --- | --- | --- | --- | --- | --- | --- | --- | --- | --- | --- | --- | --- | --- | --- | --- | --- | --- | --- | --- | --- | --- | --- | ---- | ------ | ----- |
| 2022 | Campos Racing | SAK | SAK | YED | YED | IMO | IMO | BAR | BAR | MON | MON | BAK | BAK | SIL | SIL | SPI | SPI | LEC | LEC | BUD | BUD | SPA | SPA | ZAN | ZAN | MNZ | MNZ | YMC | YMC | 21.º | 12     | [ 6 ] |
| 2022 | Campos Racing | 19† | 17  | 14  | 16  | 17  | 13  | 13  | 14  | 16  | 15  | 19  | Ret | 18  | 17  | 17  | 6   | 18  | 13  | 10  | 20† | EX  | EX  | Ret | 8   | Ret | Ret | 16  | Ret | 21.º | 12     | [ 6 ] |